# Szécsény
Szécsény là một thành phố thuộc hạt Nógrád, Hungary. Thành phố này có diện tích 45,83 km², dân số năm 2010 là 5838 người, mật độ 127 người/km².